# Meet Dave
Meet Dave (bra: O Grande Dave; prt: Pequeno Grande Dave) é um filme de comédia e ficção científica familiar dos Estados Unidos de 2008 dirigido por Brian Robbins e estrelado por Eddie Murphy. O filme foi escrito por Bill Corbett e Rob Greenberg. O filme foi lançado pela 20th Century Fox e Regency Enterprises em 11 de julho de 2008.

## Elenco
- Eddie Murphy como Dave Ming Cheng / O Capitão (Número 1)
- Elizabeth Banks como Gina Morrison
- Gabrielle Union como Número 3
- Ed Helms como Número 2
- Scott Caan como Oficial Dooley
- Mike O'Malley como Oficial Knox
- Austyn Lind Myers como Josh Morrison
- Kevin Hart como Número 17
- Yvette Nicole Brown como Betty
- Pat Kilbane como Número 4 / Johnny Dazzle
- Tariq Bah como Marcus Grill
- Miguel A. Núñez Jr. como Número 12
- Adam Tomei como Número 35
- Allisyn Ashley Arm como Garota Nerd

## Produção

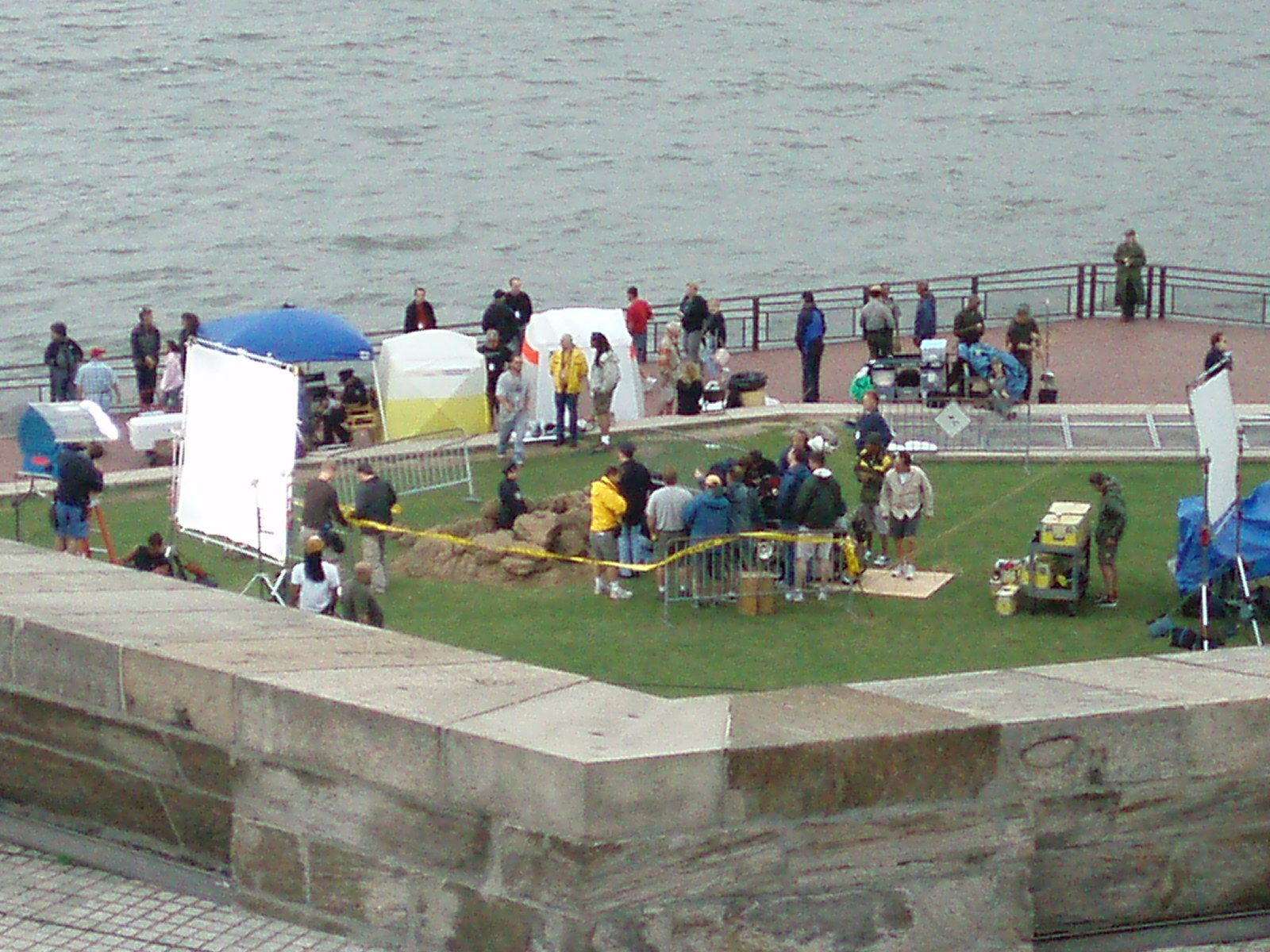
Set do filme na Estátua da Liberdade em junho de 2007.

O roteirista Bill Corbett originalmente lançou a história para o SciFi.com, o site do Syfy, que anteriormente levou ao ar Mystery Science Theater 3000, onde Corbett trabalhou como escritor e ator. O conceito foi abandonado e Corbett, juntamente com outros ex-alunos mst3k, em vez disso desenvolveram a minisérie online The Adventures of Edward the Less para o site. Corbett mais tarde reviveu a ideia para um filme e discutiu isso com o amigo e colega escritor Rob Greenberg, que se tornaria seu parceiro de roteiro para o projeto. Apesar de ambos os escritores reconhecerem várias outras "pequenas pessoas dentro de grandes pessoas" filmes assim tinham sido feitos no passado, Corbett pensou que o aspecto de um todo Star Trek como tripulação operando um orifício de um ser humano teria alguma originalidade.
Durante as filmagens, Meet Dave foi transferido da Paramount Pictures (que lançou muitos dos primeiros filmes de Murphy) para a 20th Century Fox.
Meet Dave foi escrito sob o título "Starship Dave", mas os executivos do estúdio insistiram em uma mudança de título, em parte, por causa do fraco desempenho de bilheteria de The Adventures of Pluto Nash, uma comédia de ficção científica que também estrelou Eddie Murphy em 2002. Corbett disse que os executivos também queriam que o título mudasse porque sentiram que tendo qualquer aparência de ficção científica no título iria isolar uma grande percentagem de audiências. Corbett, sem sucesso, argumentou contra a mudança do título, que ele descreveu como "além do genérico" e disse que era repetitiva de uma comédia lançada no início do ano chamado Meet Bill.
Embora o projeto como ele foi originalmente concebido apelou para crianças e público um pouco mais velho, o roteiro final foi destinado a um público de base familiar, muito mais solidamente. Corbett e Greenberg escreveram o rascunho original e alguns projetos subsequentes e, apesar de terem sido dado os únicos créditos da escrita, Corbett disse que outros escritores "já brincavam através do script também" incluindo um escritor sem nome, que passou uma semana adicionando o material depois da versão final ter sido apresentada. Uma grande quantidade de improviso e reescrita também foi feito no set, e Corbett e Greenberg tinham pouco controle criativo durante as filmagens. Corbett disse que a maioria das pessoas que trabalharam foram agradáveis e algumas das notas do estúdio foram úteis, mas que Meet Dave, em última análise sofria de umas "coisas muito cozidas."
As filmagens eram esperadas para começar em março de 2007. No início de junho, os produtores estavam filmando cenas na Estátua da Liberdade, em Nova Iorque. Houve também algumas filmagens no início de 2007 em uma escola primária, em Pasadena, Califórnia.
Meet Dave começou a receber críticas e virulência meses antes de ser realmente lançado, especialmente pelos fãs de cinema obstinados comparando Corbett com o Comic Book Guy personagem em Os Simpsons. Greenberg gostava de ler os comentários negativos sobre o Internet Movie Database, enquanto Corbett disse que "em vez de tomar um banho de ácido" do que lê-los. Corbett, que não viu o último filme até que depois de ter sido amplamente divulgado, disse que não sabia como o resultado final sairia:

Parte de mim é orgulhoso e quer possuir este filme, promovê-lo, geralmente celebrá-lo e estamos ansiosos para todas as possibilidades que podem surgir a partir da experiência. E uma parte igualmente reais de mim quer me trancar em um quarto escuro por um mês e fingir que nunca aconteceu. Por que o último? Porque a verdade é que eu não tinha um pouco de controle sobre o produto final, e Hollywood tende a chupar coisas. Muitas vezes, muito mal.

## Trilha sonora
Meet Dave: Original Motion Picture Soundtrack foi composta por John Debney e lançado pela Varèse Sarabande. Ele gravou sua trilha com o Hollywood Studio Symphony na Newman Scoring Stage, em fevereiro de 2008.
| N.º | Título                                  | Duração |  |
| 1.  | "Orb Arrives On Earth"                  | 1:33    |  |
| 2.  | "Dave Comes to Earth"                   | 1:41    |  |
| 3.  | "Gina Runs Into Dave"                   | 2:21    |  |
| 4.  | "Dave's System Check"                   | 2:22    |  |
| 5.  | "Addressing the Crew"                   | 1:00    |  |
| 6.  | "Drunken Man In Alley"                  | 1:40    |  |
| 7.  | "Whipping Eggs"                         | 1:13    |  |
| 8.  | "A Kiss In the Park"                    | 0:56    |  |
| 9.  | "Welcome to Old Navy"                   | 1:54    |  |
| 10. | "Deli Robbers"                          | 1:53    |  |
| 11. | "Gina's Painting"                       | 1:24    |  |
| 12. | "Urban Camping With Dave"               | 1:32    |  |
| 13. | "Dave to the Rescue"                    | 1:19    |  |
| 14. | "Standoff"                              | 0:59    |  |
| 15. | "I'm In Charge Now"                     | 1:18    |  |
| 16. | "Evil Dave Blasts Police Station"       | 1:22    |  |
| 17. | "Reinforcements Arrive"                 | 0:48    |  |
| 18. | "Never Argue With a Female"             | 1:11    |  |
| 19. | "Betrayal / Mini Dave and No. 3"        | 2:55    |  |
| 20. | "Saved By the Bus / Dave's True Feelin" | 1:31    |  |
| 21. | "Hailing a Cab"                         | 0:44    |  |
| 22. | "The Battle Begins"                     | 2:09    |  |
| 23. | "I Am Dave Ming Chang"                  | 2:04    |  |
| 24. | "Saving Earth"                          | 1:22    |  |
| 25. | "Power Shutdown"                        | 1:23    |  |
| 26. | "Mini Dave Apologizes"                  | 2:55    |  |
| 27. | "Blast Off and Return"                  | 2:12    |  |

## Lançamento e recepção
Eddie Murphy ignorou a estreia de Meet Dave, porque ele estava trabalhando em um novo filme, a comédia de 2012 A Thousand Words.
O roteirista Bill Corbett também perdeu a estreia, que segundo ele foi devido a planos de família, "não é um ato de protesto, por si só".

### Bilheteria
Meet Dave abriu em 11 de julho de 2008, em 3 011 cinemas nos Estados Unidos e Canadá, arrecadando um valor estimado de US$ 5,3 milhões, ocupando o sétimo lugar nas bilheterias. O executivo de distribuição da 20th Century Fox, Bert Livingston, disse sobre o fracasso que o filme se tornou: "Foi um conceito difícil de atravessar. É perturbador para todos nós e para Eddie. Ele é muito engraçado nisso".
Além disso, em seu terceiro fim de semana, ele quebrou o recorde de maior número de perdas de cinema para um filme em grande lançamento, perdendo 2 523 cinemas.
O filme arrecadou apenas US$ 11 803 254 na bilheteria doméstica norte-americana. O filme teve melhor desempenho em outras partes do mundo, fazendo um registro no exterior de US$ 39 536 313 e trazendo o bruto mundial para US$ 51 339 567. O filme não conseguiu recuperar o seu orçamento de produção, tornando-se uma bomba de bilheteria.

### Resposta da crítica
Meet Dave recebeu em sua maioria críticas negativas. O site de críticas Rotten Tomatoes dá ao filme uma taxa de aprovação de 19%, com base em 19 comentários sob o seguinte consenso crítico: "Piadas fáceis e direção frouxa arrastam esta comédia ocasionalmente inteligente de alienígena fora do planeta a níveis sem imaginação". No Metacritic, o filme tem um índice de aprovação de 43/100 com base em 26 comentários, indicando "resenhas mistas ou médias".
O fraco desempenho do filme tornou-se uma piada para comediantes, com Jay Leno dizendo que o título do filme ia ser alterado para "Grande Dave: Nçai Blockbuster" insinuando que o filme deveria ter sido um lançamento diretamente em vídeo.
O filme foi nomeado para duas categorias do Framboesa de Ouro: Pior Ator (Eddie Murphy) e Pior Casal na Tela (Eddie Murphy em Eddie Murphy).